# Chen Qian
Chen Qian (陈倩S, Chén QiànP; Suzhou, 14 gennaio 1987) è una pentatleta cinese.

## Biografia
Ai Giochi olimpici di Rio de Janeiro 2016, dopo essersi arrivata quarta nella gara individuale femminile, è risultata positiva al Hydrochlorothiazide (HCTZ), un diuretico o agente mascherante vietato, ad un controllo antidoping. L'atleta è stata originariamente squalificata per quattro dall'UIPM Doping Review Panel. Il caso, a seguito del ricorso presentato attraverso l'ente antidoping nazionale (CHINADA), è stato riesaminato dalla Corte Arbitrale UIPM che ha ridotto la squalifica da quattro a due anni (dal 21 agosto 2016 al 21 agosto 2018).

## Palmarès
In carriera ha conseguito i seguenti risultati:
- Mondiali:

Londra 2009: oro nell'individuale.
Kaohsiung 2013: argento nella gara a squadre.
Varsavia 2014: oro a squadre e nella staffetta, argento nell'individuale.
Berlino 2015: oro nella staffetta e argento individuale.
Mosca 2016: argento a squadre.